# Alfonso Wong
Pour les articles homonymes, voir Wong.
Alfonso Wong, né Wong Kar-hei ( 王家禧) en 1923 et mort en 2017 est un auteur de bande dessinée hong-kongais, créateur en 1961 de la très populaire série Old Master Q (en) (老夫子, Lou Fu Zi), qu'il signait Wong Chak.